# Титком, Мэри Лемист
Мэри Лемист Ти́тком (англ. Mary Lemist Titcomb; 1852—1932) — одна из первых американских деятельниц библиотечного дела.

## Биография
Родилась в 1852 году в городе Фармингтон, штат Нью-Гэмпшир. Узнав о профессии библиотекаря в церковной печати, Мэри проявила интерес к этой профессии.

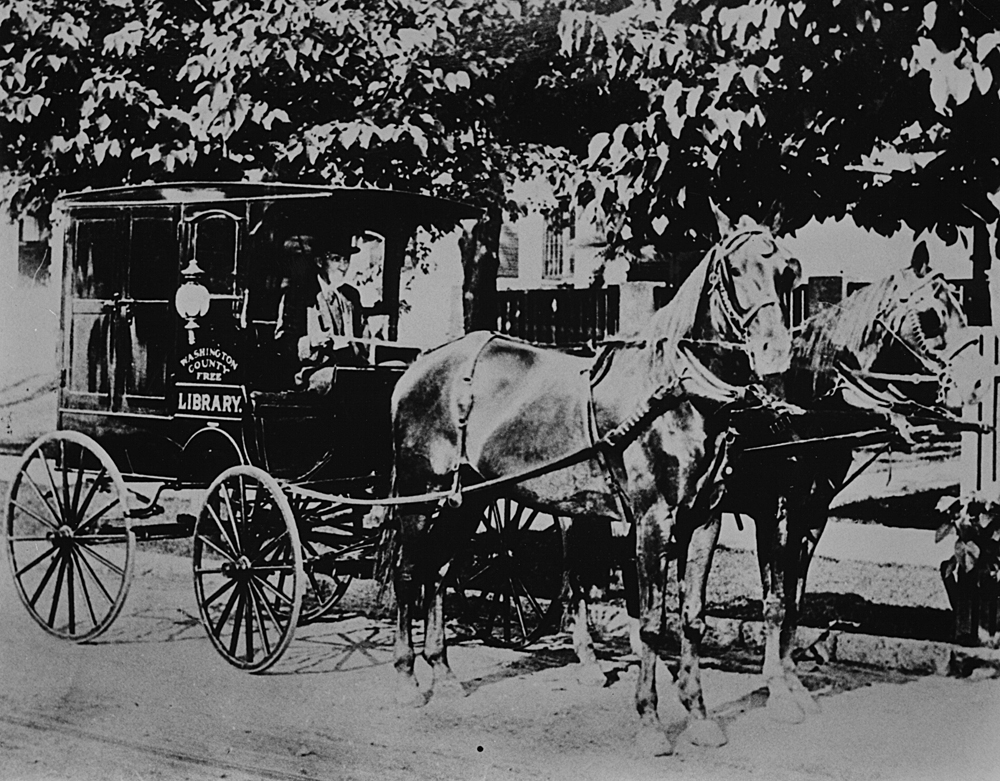
Передвижная библиотека

Работать начала помощником библиотекаря в библиотеке Concord Public Library в Массачусетсе. Затем подала заявление на работу в Rutland Public Library, штат Вермонт, где проработала следующие двенадцать лет. Была избрана первой в Вермонте Vermont Library Commission. После этого Титком переехала в штат Мэриленд, где работала в Washington County Free Library округа Вашингтон, открывшейся в 1901 году. Это была вторая окружная библиотека, открывшаяся в Соединённых Штатах.
Мэри Титком стала автором первых передвижных библиотек в мире. Она была обеспокоена тем, что не все жители штата могут пользоваться библиотекой, проживая в отдаленных районах. Поэтому у неё возникла идея использовать дилижансы, оборудованные для доставки книг, которые стали работать в округе в 1904 году.
Также она одной из первых высказала мысль о необходимости обучения библиотечных кадров. В округе Вашингтон в 1924 году при Washington County Free Library появился специальный класс для обучения библиотечному делу. Занятия здесь продолжалась до 1931 года, пока была жива Мэри Титком.
Умерла в 1932 году в штате Мэриленд. В 1990 году она была введена в Мэрилендский женский Зал славы.